# Igor Sikorsky
Igor Sikorsky, orosz neve: Igor Ivanovics Szikorszkij; ukránul: І́гор Іва́нович Сікорський oroszul: Игорь Иванович Сикорский, Kijev, Orosz Birodalom, 1889. május 25. – Easton, Connecticut, USA 1972. október 26.) Lengyel származású amerikai helikopter- és repülőgép-tervező. Ő tervezte és építette a világ első többmotoros repülőgépét, a Russzkij Vityaz bombázót 1913-ban, valamint az első többmotoros utasszállító repülőgépet, az Ilja Muromecet 1914-ben. Ezután emigrált az Egyesült Államokba, és 1923-ban megalapította a Sikorsky Aircraft Corporationt és megépítette az első hidroplánt a Pan American Airways-nek 1930-ban. 1939-ben építette meg a Vought-Sikorsky VS-300-ast, ami az első repülni képes helikopter volt és a működési elvét a mai napig is alkalmazzák a helikoptergyártásban. A Sikorsky R-4-es volt az első sorozatban gyártott helikopter 1942-ben.

## Ifjúsága
Igor 1889-ben született, ő volt a legfiatalabb az öt gyermek közül. Apja, Ivan Alekszejevics Szikorszkij lengyel származású orosz pszichológus professzor, anyja, Marija Sztyepanovna Szikorszkaja (született Tyemrjuk-Cserkaszova) orvos volt. Igor magántanuló volt, anyja ismertette meg Leonardo da Vinci műveivel és Jules Verne regényeivel. 1900-ban elkísérte apját Németországba, ahol megismerkedett a természettudományokkal. Hazatérése után 12 évesen megépítette az első gumiszalag meghajtású helikoptermodelljét.
1903-ban 14 évesen felvételt nyert a szentpétervári haditengerészeti iskolába, de később rájött, hogy mérnök szeretne lenni, ezért otthagyta az iskolát és 1906-ban Párizsba ment tanulni. 1907-ben tért vissza Oroszországba és beiratkozott a Kijevi Műszaki Egyetemre. A tanév végén, 1908-ban ismét elkísérte apját Németországba, ahol tudomást szerzett a Wright fivérek repülőgépéről és gróf Zeppelin léghajójáról.

## Repülőgép-tervezőként

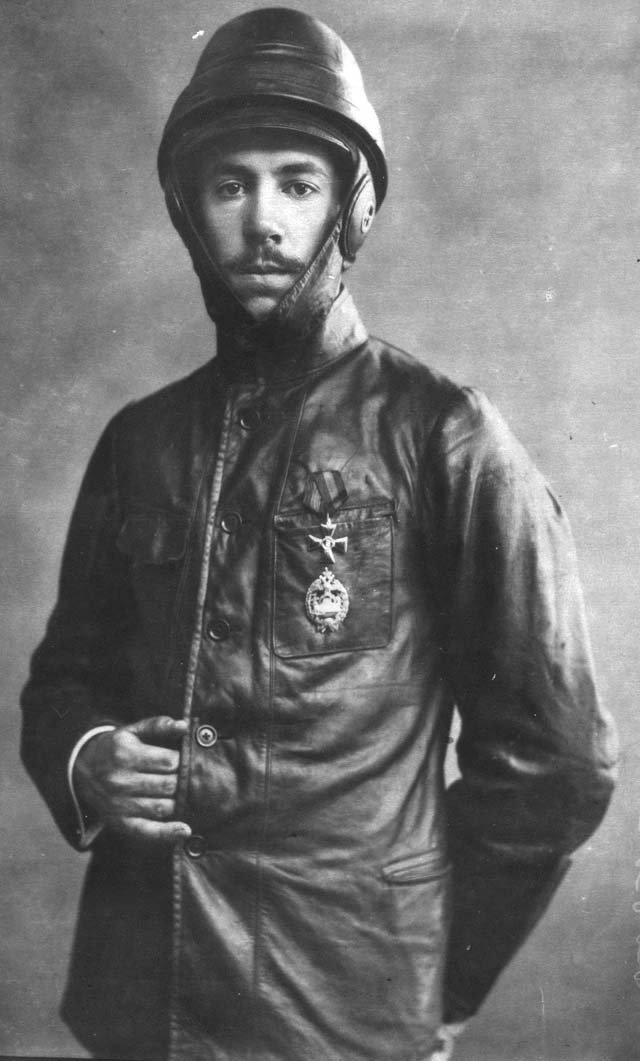
Sikorsky 1914-ben

Húga pénzügyi támogatásával 1909-ben visszatért Párizsba, hogy tanulmányozza a repüléstechnikát az École des Techniques Aéronautiques et de Construction Automobile (ETACA) mérnöki iskolában. Abban az időben Párizs volt a légiközlekedési világ központja. Sikorsky itt találkozott a repülés úttörőivel és nagyon sokat tanult tőlük. 1909 májusában visszatért hazájába és júliusban megépítette első igazi helikopterét, de a szerkezet képtelen volt a repülésre, ezért októberben szétszerelte.
Megépítette az S–5-ös kétüléses repülőgépét, aminek a tervezéséhez nem vett más európai gépeket alapul. Megszerezte a pilótaengedélyt a Fédération Aéronautique Internationale (FAI)-nál, amit az Oroszországi Aero Club állított ki neki 1911-ben. Az S-5-ös bemutatóján kényszerleszállást hajtott végre, mert a motorja leállt. Kiderült, hogy egy szúnyog került a benzinbe, ami a karburátorban elzárta a benzin útját. A következő terveiben szerepelt egy olyan gép építése, ami hibás motorral is képes biztonságban leszállni. A következő gép az S-6 volt, amibe már három ember fért bele és ezt választották meg a moszkvai légi kiállítás győztesének.

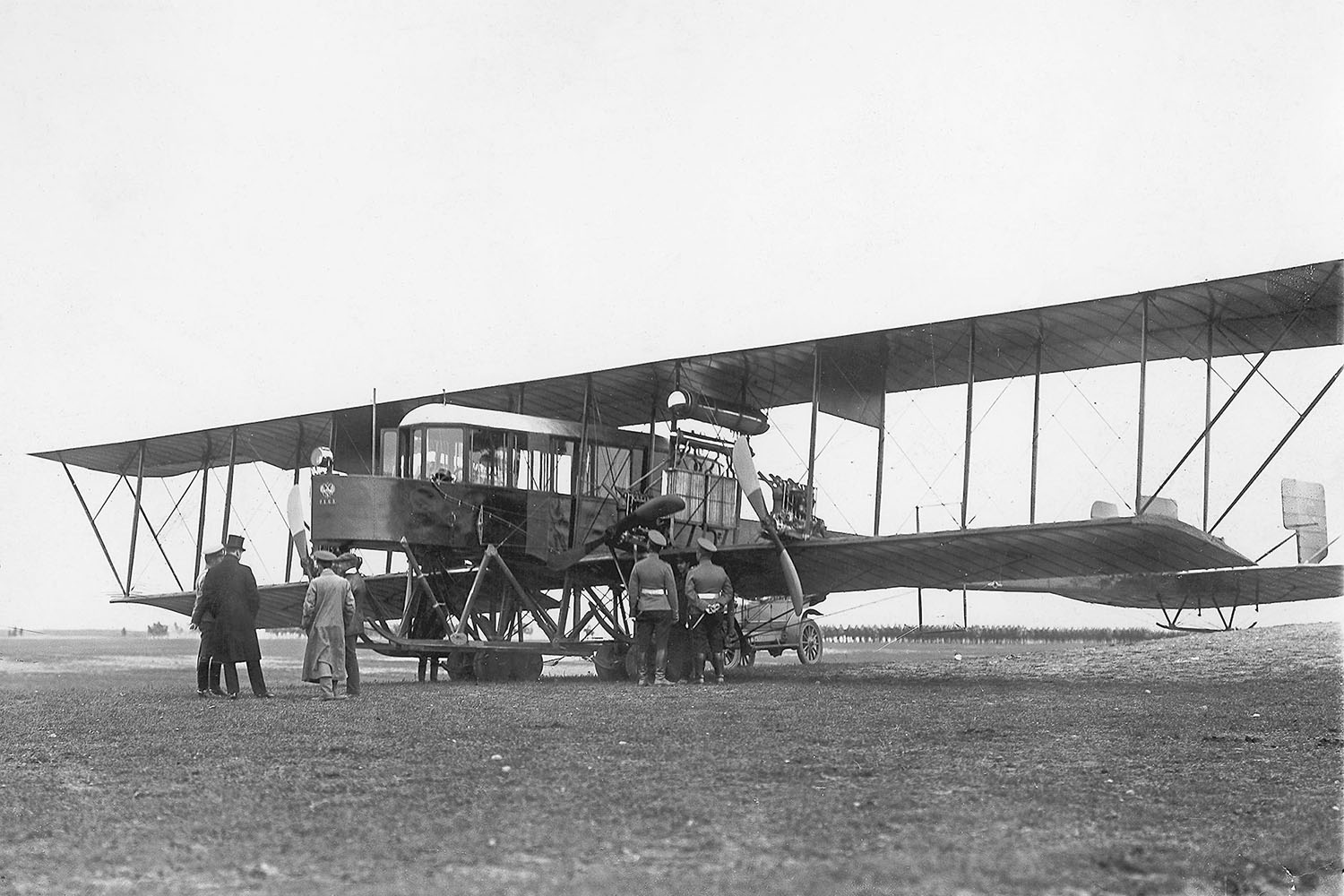
Russzkij Vityaz

1912 elején Sikorsky – az éppen akkor megszervezett – repülési osztály szerkesztője lett az Orosz-balti Vagongyárnál (Russzko-Baltyijszkij Vagonnij Zavod vagy R-BVZ), Szentpétervárott. Itt építette meg az első négy hajtóműves repülőgépet, az S–21 Russzkij Vityazt és ő volt a tesztpilótája az első felszálláskor, 1913. május 13-án. Elismerésként megkapta a tiszteletbeli mérnöki diplomát a szentpétervári Műszaki Főiskolán. Ezt a gépet továbbfejlesztette és megszületett az S-22 Ilja Muromec, ami a világ első négyhajtóműves bombázója volt.
Az első világháború után Sikorsky látta, hogy kevés lehetősége van repülőgép-tervezőként a meggyengült Oroszországban, ezért 1919. március 30-án az Egyesült Államokba emigrált.

## Élet Amerikában
Az Egyesült Államokban Sikorsky először tanárként és előadóként dolgozott, ugyanakkor kereste a lehetőségeket a légi közlekedési ágazatban is. 1932-ben csatlakozott a Rhode Island-i egyetemhez, ahol a Repülési Mérnöki programban dolgozott egészen 1948-ig. Emellett a Bridgeporti Egyetemen is tartott előadásokat.
1923-ban megalapította a Sikorsky Manufacturing Companyt, aminek a székhelye New Yorkban volt. Sikorsky legfőbb támogatói között volt Sergey Rachmaninov zeneszerző, aki 5000 dollárral (2007-es árfolyamon 61 000 dollár) támogatta. Bár a prototípus megsérült az első próbarepülés során, sikerült meggyőznie újabb 2500 dollár befektetésére. Megépítette az S–29-est, ami az egyik első utasszállító repülőgép volt Amerikában: kapacitása 14 személy, végsebessége 115 km/h volt.
1928-ban Sikorsky megkapta az amerikai állampolgárságot, és cégét átköltöztette Stratfordba, Connecticut államba 1929-ben. Még ebben az évben a United Technologies Corporation részévé vált. A cég repülő hajókat (hidroplán) kezdett gyártani, mint például az S–42 "Clipper", amit a Pan American használt a transz-atlanti járatain.
Közben Sikorsky folytatta a függőleges repüléssel kapcsolatos tervezéseit is. 1929. február 14-én szabadalmi kérvényt nyújtott be, amelyben egy nagy rotor biztosította a lebegést, két kisebb pedig a tolóerőt. 1931. június 27-én újabb szabadalmat nyújtott be, amit 1935. március 19-én meg is kapott, és ez alapján építette meg a Vought–Sikorsky VS–300-as helikoptert, aminek az első felszállása 1939. szeptember 14-én történt meg. A VS-300-as alapjaiból építette meg az R–4-est, ami az első sorozatban gyártott helikopter volt. Bebizonyosodott, hogy ez a működési elv tökéletes, ezért a ma gyártott helikoptereknél is ezt alkalmazzák.

## Házassága és gyermekei
Sikorsky kétszer házasodott, első felesége Olga Fjodorovna Szimkovna volt. Egy lányuk született, aki a szülei válása után anyjával maradt a Szovjetunióban, Igor pedig emigrált. 1923-ban Sikorsky testvérei is kivándoroltak Amerikába és magukkal vitték apjához a hatéves Tányát is. Második házasságát Elisabeth Semionnal kötötte, 1924-ben, New Yorkban, négy fiuk született: Sergei, Nikolai, Igor és George.
Tania (Tánya) Sikorsky (1918–2008) Sikorsky legidősebb gyermeke és egyetlen lánya. Tanulmányait az USA-ban végezte, a Yale Egyetemen doktorált. Ő volt a Bridgeporti Egyetem szociológus professzora 20 éven keresztül.
Sergei Sikorsky (1925–), a legidősebb fiú az Egyesült Államok parti őrségénél szolgált és diplomát szerzett a Firenzei Egyetemen. 1951-ben csatlakozott a United Technologies-hez, később ő lett a különleges projektek alelnöke a Sikorsky Aircraft-nál az 1992-es nyugdíjazásáig.

## Halála és emlékezete
Igor Sikorsky 1972. október 26-án hunyt el eastoni otthonában, Connecticutban. A stratfordi Keresztelő Szent János Orosz Orthodox  temetőben nyugszik. A temetőben található az az orosz pravoszláv templom, amit adományából építettek. Hidat neveztek el róla a Merritt Parkwayen, New York államban. A Sikorsky Aircraft Corporation a mai napig az egyik vezető helikoptergyártó vállalat a világon és egy kis repülőtér, a Sikorsky Memorial Airport is az ő emlékét őrzi Bridgeportban.

## Fordítás
- Ez a szócikk részben vagy egészben  az   Igor Sikorsky című angol Wikipédia-szócikk fordításán alapul.  Az eredeti cikk szerkesztőit annak laptörténete sorolja fel. Ez a jelzés csupán a megfogalmazás eredetét és a szerzői jogokat jelzi, nem szolgál a cikkben szereplő információk forrásmegjelöléseként.